# آکادمی کرانستون: منطقه هیولا
آکادمی کرانستون: منطقه هیولا (انگلیسی: Cranston Academy: Monster Zone) یک فیلم پویانمایی کمدی مکزیکی-بریتانیایی-کانادایی به کارگردانی لئوپولدو آگیلار است. در فیلم جیمی بل و روبی رز به ایفای نقش صدا خود پرداخته‌اند. فیلم ابتدا در ۱۲ مارس ۲۰۲۰ در پرتغال و بعداً در ۲۶ ژوئن همان سال در مکزیک منتشر شد.